# Heriaeus hirtus
Heriaeus hirtus är en spindelart som först beskrevs av Pierre André Latreille 1819.  Heriaeus hirtus ingår i släktet Heriaeus och familjen krabbspindlar. Inga underarter finns listade i Catalogue of Life.